# Nakermeer
Het Nakermeer is een meer in Zweden, in de gemeente Kiruna. Het meer is rondom ingesloten door bergen waaronder de Nakerberg. Het water in het meer komt uit ket zuidwesten uit de Guoskkarivier, uit het westen uit de Sarvárivier en een rivier uit het noordwesten en stroomt de Nakerrivier in weg. Het meer ligt op 535 meter hoogte.
naamvarianten: Naker(i)jaure, Nakerijärvi en Nagirjávri.
afwatering: meer Nakermeer → Nakerrivier → Torneträsk → Torne → Botnische Golf